# Садовый (Гиагинский район)
Садо́вый (адыг. Чъыгхат) — хутор в Гиагинском районе Республики Адыгея. Входит в Айрюмовское сельское поселение.

## География
Хутор расположен в центральной части Гиагинского района, на левом берегу реки Калмыж. Находится в 15 км к юго-востокуу от центра сельского поселение — посёлка Новый, в 17 км к востоку от районного центра — станицы Гиагинская и в 47 км к северо-востоку от города Майкоп (по дороге).
Площадь территории хутора составляет — 0,27 км2, на которые приходятся 0,20 % от общей площади сельского поселения.
Ближайшие населённые пункты: Прогресс на северо-западе, Красный Хлебороб на севере и Лесной на юго-западе.
Населённый пункт расположен на Закубанской наклонной равнине, в переходной от равнинной в предгорную зону республики. Средние высоты на территории хутора составляют около 160 метров над уровнем моря. Рельеф местности представляет собой в основном волнистые равнины, имеющей общий уклон с юго-запада на северо-восток, с холмисто-курганными и бугристыми возвышенностями. Долины рек изрезаны балками и понижениями.
Гидрографическая сеть представлены различными водоёмами искусственного и естественного происхождений, главным образом расположенных в долине речки Калмыж, являющейся правым притоком реки Айрюм.
Климат на территории хутора мягкий умеренный. Среднегодовая температура воздуха положительная и составляет около +11,5°С. Среднемесячная температура воздуха в июле достигает +23,0°С. Среднемесячная температура января составляет около 0°С. Среднегодовое количество осадков составляет около 720 мм. Основная часть осадков выпадает в период с мая по июль.

## Население
| 2002 | 2010 | 2013 | 2014 | 2015 | 2016 | 2017 |
| ---- | ---- | ---- | ---- | ---- | ---- | ---- |
| 230  | ↘195 | ↗197 | ↘192 | ↗196 | ↗202 | ↘196 |
| 2018 | 2019 | 2020 | 2021 | 2023 | 2024 |      |
| ↗202 | ↗210 | ↗211 | ↘182 | ↘181 | ↗189 |      |

Плотность — 700 чел./км2.
Национальный состав
По данным Всероссийской переписи населения 2010 года:
| Народ    | Численность, чел. | Доля от всего населения, % |
| -------- | ----------------- | -------------------------- |
| русские  | 187               | 95,8 %                     |
| адыги    | 4                 | 2,1 %                      |
| украинцы | 4                 | 2,1 %                      |
| всего    | 195               | 100 %                      |

Мужчины — 102 чел. (52,3 %). Женщины — 93 чел. (47,7 %).

## Инфраструктура
В хуторе функционирует фельдшерско-акушерский пункт. Другие ближайшие объекты социальной инфраструктуры (школа, детский сад, дом культуры) расположены в хуторе Прогресс.

## Улицы
В хуторе всего одна улица — Луговая.